# Manoleu
Der Manoleu ist ein Berg in der osttimoresischen Exklave Oe-Cusse Ambeno. Er ist 1171 m hoch und liegt im Suco Beneufe. Der Manoleu ist der höchste Berg des Verwaltungsamts Nitibe.
Die Region, die schnell auf eine Meereshöhe von 300 m ansteigt, weist aufgrund der geringen Bevölkerungsdichte und schlechten Zugänglichkeit die größte Vielfalt an Laubbäumen in Oe-Cusse Ambeno auf. Am häufigsten sind hier Pterocarpus vertreten. An trockenen Stellen finden sich Gyrocarpus americanus, in der Nähe von Wasser Corypha utan.